# Sognsvann (estación de metro)
Sognsvann es una estación del Metro de Oslo, cabecera de la línea 5. Se encuentra en el barrio de Kringsjå al norte de Oslo capital de Noruega. Los trenes de metro pasan cada 15 minutos y se encuentra a 8,7 kilómetros de la estación Stortinget en el centro de Oslo.
La estación abrió el 10 de octubre de 1934 a la vez que el resto de la línea. En 1993 se mejoró la estación y recibió plataformas más largas. La nueva estación fue diseñada por Arne Henriksen. La estación está al lado de la Escuela Noruega de Ciencias del Deporte, los Archivos Nacionales de Noruega y el lago Sognsvann de donde viene su nombre.

## Historia

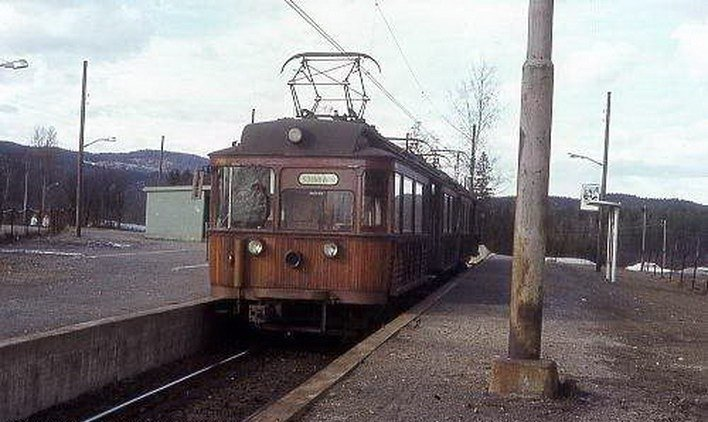
Tranvía en la estación del año 1976

La estación se construyó como cabecera de la línea Sognsvann. Las obras empezaron en 1933 y se abrieron en 1934. Al principio la zona alrededor era el espacio recreacional del lago y tenía dos cafeterías que se demolieron en los años 60. En los años 80 se mejoró la línea y pasó de ser una estación de tranvía a una de metro.

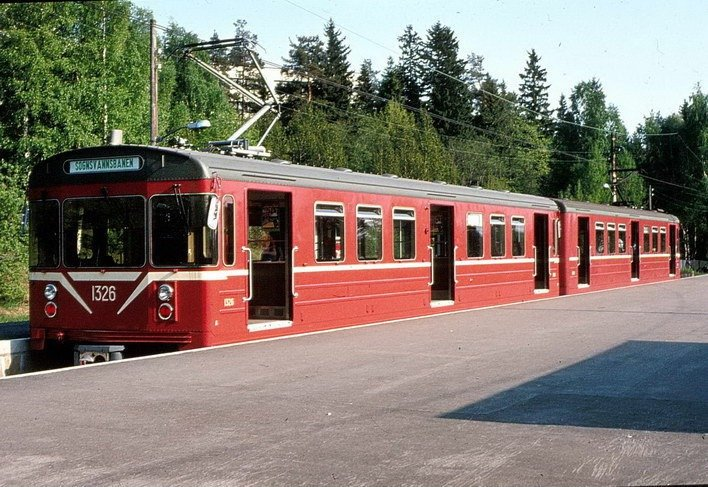
T1300 Tren en la estación de 1983